# 克雷斯塔 (加利福尼亞州)
克雷斯塔（英語：Cresta）是位於美國加利福尼亞州比尤特縣的一個非建制地區。該地的面積和人口皆未知。

## 地理
克雷斯塔的座標為39°50′37″N 121°24′16″W / 39.84361°N 121.40444°W，而該地的平均海拔高度為482米（即1581英尺）。